# Hydroporus
Hydroporus är ett släkte av skalbaggar som beskrevs av Joseph Philippe de Clairville 1806. Hydroporus ingår i familjen dykare.

## Bildgalleri

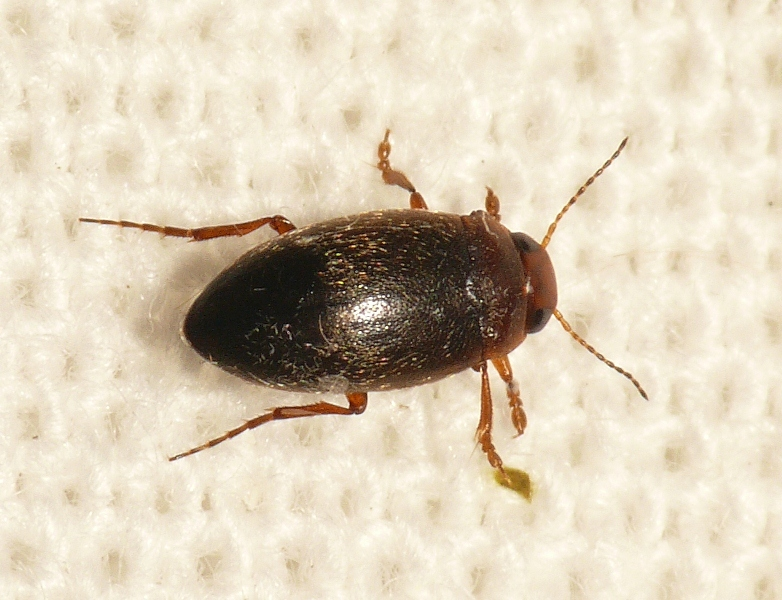
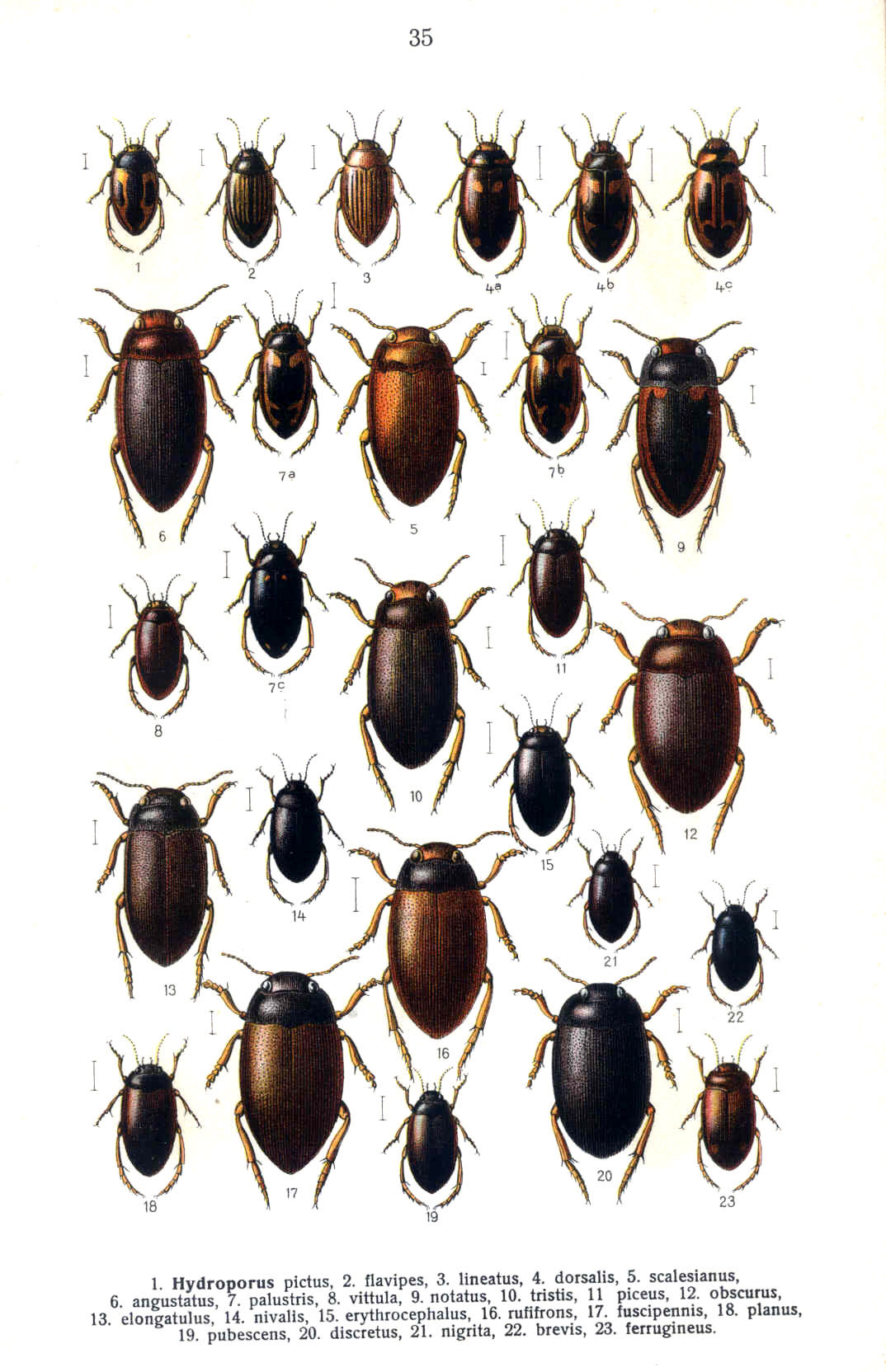
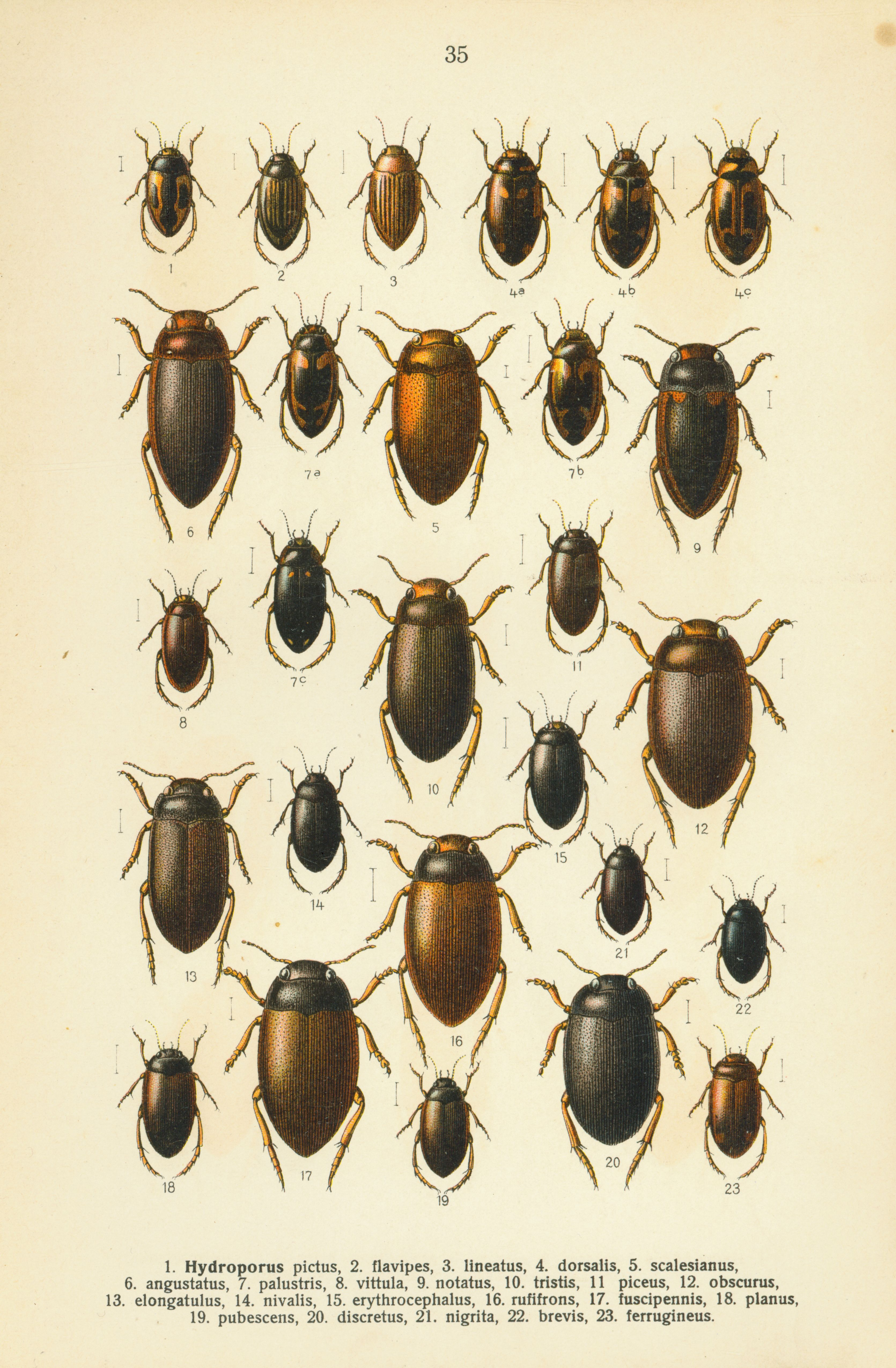
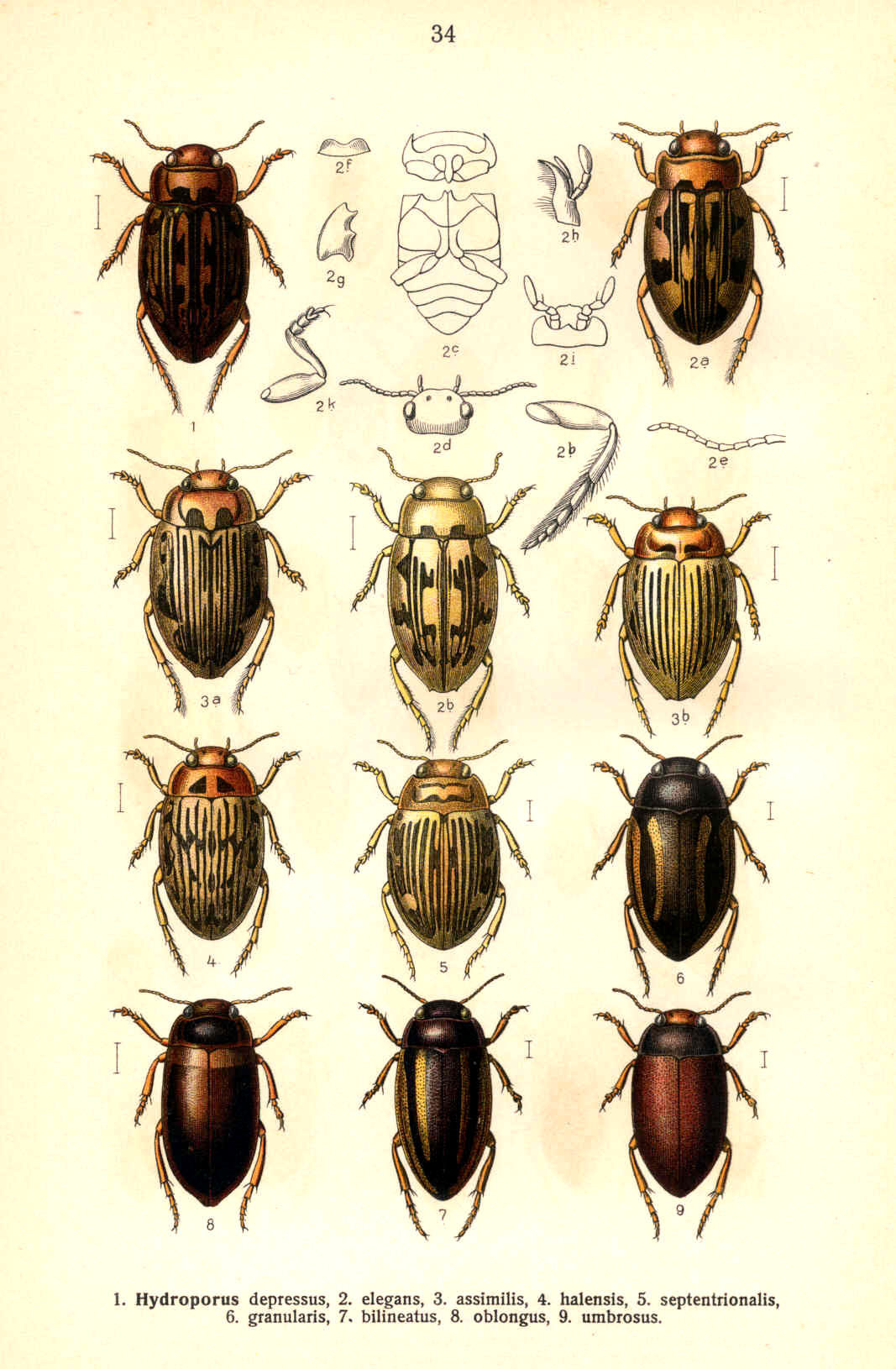
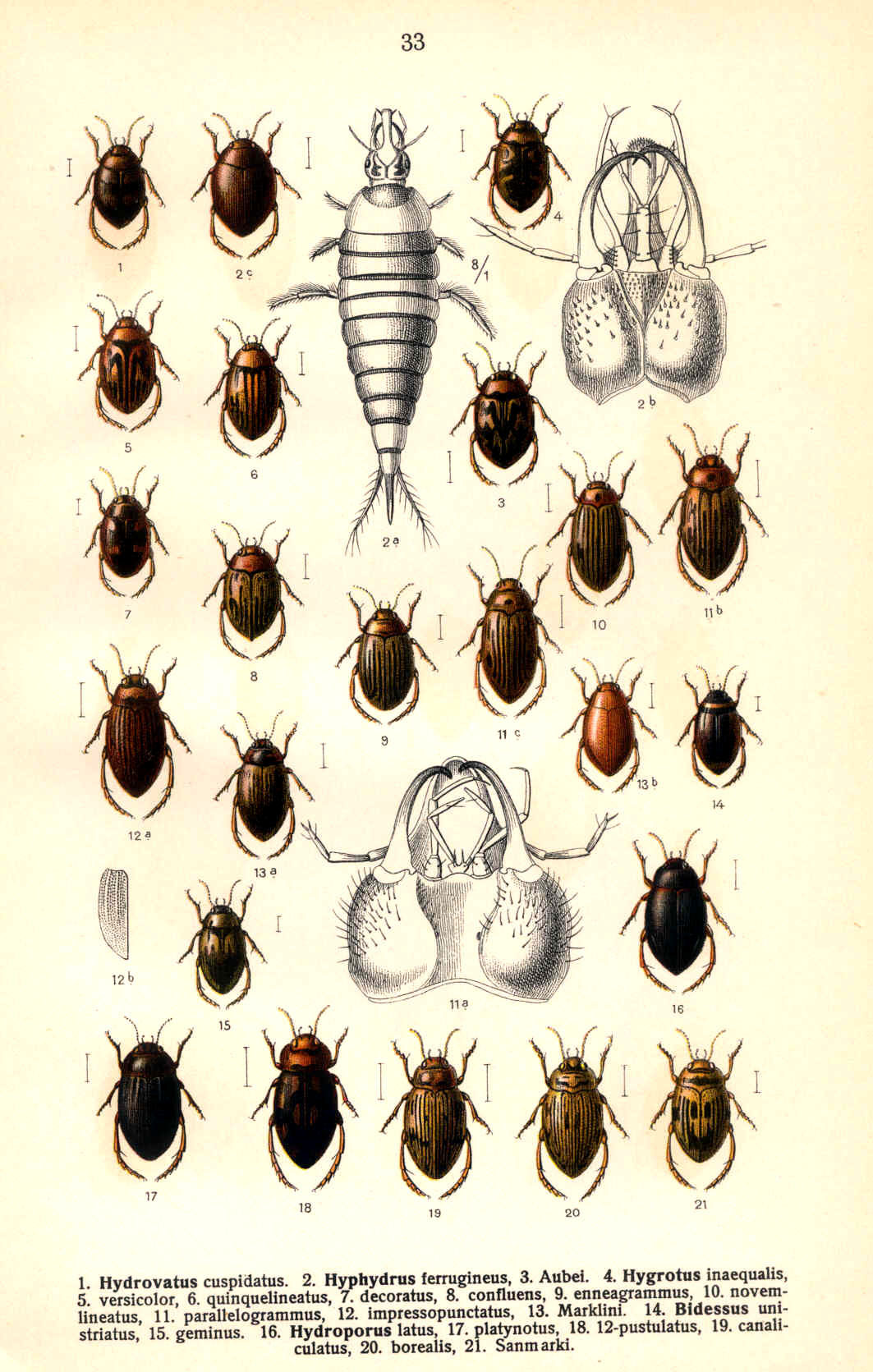
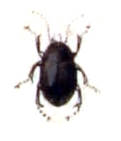

## Dottertaxa tillHydroporus, i alfabetisk ordning[1][2]
- Hydroporus aberrans
- Hydroporus acutangulus
- Hydroporus americanus
- Hydroporus amguemensis
- Hydroporus ampliatus
- Hydroporus analis
- Hydroporus anatolicus
- Hydroporus angusi
- Hydroporus angustatus
- Hydroporus apenninus
- Hydroporus appalachius
- Hydroporus artvinensis
- Hydroporus askalensis
- Hydroporus aurora
- Hydroporus axillaris
- Hydroporus badiellus
- Hydroporus basinotatus
- Hydroporus bergmani
- Hydroporus bodemeyeri
- Hydroporus boraeorum
- Hydroporus brancoi
- Hydroporus brancuccii
- Hydroporus brevicornis
- Hydroporus brevis
- Hydroporus breviusculus
- Hydroporus brucki
- Hydroporus cagrankaya
- Hydroporus cantabricus
- Hydroporus carli
- Hydroporus carri
- Hydroporus civicus
- Hydroporus columbianus
- Hydroporus compunctus
- Hydroporus constantini
- Hydroporus contractulus
- Hydroporus crinitisternus
- Hydroporus cuprescens
- Hydroporus decipiens
- Hydroporus dentellus
- Hydroporus despectus
- Hydroporus dichrous
- Hydroporus discretus
- Hydroporus distinguendus
- Hydroporus dobrogeanus
- Hydroporus elongatulus
- Hydroporus errans
- Hydroporus erythrocephalus
- Hydroporus erzurumensis
- Hydroporus fairmairei
- Hydroporus falli
- Hydroporus ferrugineus
- Hydroporus feryi
- Hydroporus fortis
- Hydroporus foveolatus
- Hydroporus fuscipennis
- Hydroporus geniculatus
- Hydroporus georgicus
- Hydroporus glabriusculus
- Hydroporus glasunovi
- Hydroporus goldschmidti
- Hydroporus gossei
- Hydroporus gueorguievi
- Hydroporus guernei
- Hydroporus gyllenhalii
- Hydroporus hajeki
- Hydroporus hebaueri
- Hydroporus hellenicus
- Hydroporus holzschuhi
- Hydroporus humilis
- Hydroporus hygrotoides
- Hydroporus ijimai
- Hydroporus incognitus
- Hydroporus incommodus
- Hydroporus ineptus
- Hydroporus inscitus
- Hydroporus jacobsoni
- Hydroporus jelineki
- Hydroporus jonicus
- Hydroporus jurjurensis
- Hydroporus kabakovi
- Hydroporus kasyi
- Hydroporus klamathensis
- Hydroporus kozlovskii
- Hydroporus kraatzii
- Hydroporus kryshtali
- Hydroporus kurdistanicus
- Hydroporus lapponum
- Hydroporus larsoni
- Hydroporus laticollis
- Hydroporus leechi
- Hydroporus lenkoranensis
- Hydroporus libanus
- Hydroporus limbatus
- Hydroporus lluci
- Hydroporus longicornis
- Hydroporus longiusculus
- Hydroporus longulus
- Hydroporus lucasi
- Hydroporus lundbergi
- Hydroporus lundbladi
- Hydroporus macedonicus
- Hydroporus mannerheimi
- Hydroporus marginatus
- Hydroporus mariannae
- Hydroporus martensi
- Hydroporus melanarius
- Hydroporus melanocephalus
- Hydroporus melsheimeri
- Hydroporus memnonius
- Hydroporus morio
- Hydroporus multiguttatus
- Hydroporus nanpingensis
- Hydroporus neclae
- Hydroporus necopinatus
- Hydroporus neglectus
- Hydroporus neuter
- Hydroporus nevadensis
- Hydroporus nigellus
- Hydroporus niger
- Hydroporus nigrita
- Hydroporus normandi
- Hydroporus notabilis
- Hydroporus notatus
- Hydroporus oasis
- Hydroporus obscurus
- Hydroporus obsoletus
- Hydroporus occidentalis
- Hydroporus ophionis
- Hydroporus paganettianus
- Hydroporus palustris
- Hydroporus pervicinus
- Hydroporus pfefferi
- Hydroporus pilosus
- Hydroporus planatus
- Hydroporus planus
- Hydroporus polaris
- Hydroporus productus
- Hydroporus pseudoniger
- Hydroporus pseudopubescens
- Hydroporus puberulus
- Hydroporus pubescens
- Hydroporus punctipennis
- Hydroporus rectus
- Hydroporus regularis
- Hydroporus rufifrons
- Hydroporus rufilabris
- Hydroporus rufinasus
- Hydroporus sabaudus
- Hydroporus saghaliensis
- Hydroporus sahlbergi
- Hydroporus sanfilippoi
- Hydroporus sardomontanus
- Hydroporus scalesianus
- Hydroporus semenowi
- Hydroporus shaverdoae
- Hydroporus sibiricus
- Hydroporus signatus
- Hydroporus simplex
- Hydroporus sinuatipes
- Hydroporus sivrikaya
- Hydroporus spangleri
- Hydroporus springeri
- Hydroporus striola
- Hydroporus submuticus
- Hydroporus subpubescens
- Hydroporus tademus
- Hydroporus talyschensis
- Hydroporus tartaricus
- Hydroporus tatianae
- Hydroporus tenebrosus
- Hydroporus teres
- Hydroporus tessellatus
- Hydroporus thracicus
- Hydroporus tibetanus
- Hydroporus tokui
- Hydroporus toledoi
- Hydroporus transgrediens
- Hydroporus transpunctatus
- Hydroporus tristis
- Hydroporus truncatus
- Hydroporus tuvaensis
- Hydroporus uenoi
- Hydroporus umbrosus
- Hydroporus vagepictus
- Hydroporus vespertinus
- Hydroporus yakutiae
- Hydroporus zackii
- Hydroporus zimmermanni